# Projet du tramway de Romont
Le tramway de Romont était un projet de la fin du XIXème siècle ayant reçu une concession de la Confédération suisse. Le projet n'a jamais été réalisé malgré le soutien du canton de Fribourg et de la Ville de Romont.

## Projet
Le 22 avril 1899, M. August Winkler avait fait la demande de concession pour la création d'une ligne de tramway reliant la gare de Romont située sur la ligne de chemin de fer Lausanne - Berne au centre-ville en haut de la colline. La longueur de la ligne aurait été de 1 450 m avec une rampe de 125‰ sans crémaillère en passant par l'Avenue de la Gare. Cette route ayant une forte déclinivité, une deuxième variante a été prévue dans le cas d'un refus en passant par la Route de la Belle-Croix. Cependant, cette variante rallongeait le tracé.
Le tramway aurait transporté des voyageurs mais aussi des marchandises et effectué le service postal via un aiguillage en direction de la poste. D'après la première variante, le tracé serait parti par une station en face de la gare et ensuite par l'Avenue Gérard Clerc (anciennement Avenue de la Gare). Une fois en-haut de la colline, une voie de croisement serait créée au niveau de la Grand-Rue. En passant par la Rue des Moines, la ligne aurait continuée par la Rue de l'Eglise pour enfin arriver au terminus près de l'Hôtel de ville et du Château.
Finalement, la première variante a été acceptée par les Chambres fédérales le 1er juillet 1899. Le devis pour la construction s'élevait à 97'000.- CHF de l'époque (pour un total approximatif de 2,7 mio de CHF en 2024). Dans celui-ci, il était compris l'achat de deux voitures motrices à 15'000.- CHF l'unité soit pour un total de 30'000.- CHF. La vitesse maximum sur le tracé aurait été de 12km/h et la durée du trajet aurait été de 10 minutes.
Malgré la prorogation de la concession en 1903, le projet n'est jamais réalisé.